# Paxton Pomykal
Paxton Jones Pomykal (ur. 17 grudnia 1999 w Lewisville) – amerykański piłkarz czeskiego pochodzenia grający na pozycji ofensywnego pomocnika w klubie FC Dallas.

## Kariera juniorska
Pomykal grał jako junior w iUniversity Prep Varsity Soccer, Edward S. Marcus High School Varsity Soccer, Dallas Texans (do 2014) i FC Dallas (2014–2016).

## Kariera seniorska

### FC Dallas
Pomykal podpisał kontrakt z seniorską drużyną FC Dallas 8 września 2016. Zadebiutował w niej 2 marca 2017 w meczu z CD Árabe Unido (przeg. 2:1). Pierwszą bramkę zawodnik ten zdobył 31 marca 2019 w wygranym 2:4 spotkaniu przeciwko Real Salt Lake (wyg. 2:4), notując dublet.

## Kariera reprezentacyjna

### Stany Zjednoczone U-18
Pomykal został powołany na turniej im. Václava Ježeka w 2016 roku. Zadebiutował dla reprezentacji USA U-18 16 sierpnia 2016 w wygranym 1:3 spotkaniu przeciwko Słowacji. Pierwszego gola strzelił 19 sierpnia 2016 w meczu z Rosją (wyg. 5:3). Ostatecznie dla tej reprezentacji Amerykanin wystąpił 8 razy, zdobywając 3 bramki.

### Stany Zjednoczone U-20
Pomykal został po raz pierwszy powołany do reprezentacji USA U-20 we wrześniu 2018. Debiut dla niej zaliczył 7 września 2018 w wygranym 3:1 spotkaniu przeciwko Jamajce. Premierowego gola piłkarz ten strzelił 1 listopada 2018 w meczu z Portorykiem (wyg. 7:1), zaliczając również 3 asysty. W 2019 został powołany na Mistrzostwa Świata U-20 rozgrywane w Polsce, będąc wówczas kapitanem drużyny. Wystąpił tam w spotkaniach przeciwko Ukrainie (przeg. 2:1), Nigerii (wyg. 2:0), Francji (wyg. 2:3) i Ekwadorowi (przeg. 1:2). Ostatecznie dla tej reprezentacji Amerykanin wystąpił 13 razy, zdobywając 3 bramki.

### Stany Zjednoczone
Pomykal zadebiutował w seniorskiej reprezentacji USA 11 września 2019 w meczu z Urugwajem (1:1).

## Statystyki

### Klubowe
(aktualne na dzień 20 stycznia 2023)
| Klub               | Sezon              | Liga                | Liga  | Liga   | Puchar kraju | Puchar kraju | Kontynent | Kontynent | Suma  | Suma   |
| Klub               | Sezon              | Liga                | Mecze | Bramki | Mecze        | Bramki       | Mecze     | Bramki    | Mecze | Bramki |
| ------------------ | ------------------ | ------------------- | ----- | ------ | ------------ | ------------ | --------- | --------- | ----- | ------ |
| FC Dallas          | 2017               | Major League Soccer | 2     | 0      | 2            | 0            | 1         | 0         | 5     | 0      |
| FC Dallas          | 2018               | Major League Soccer | 6     | 0      | 1            | 0            | 0         | 0         | 7     | 0      |
| FC Dallas          | 2019               | Major League Soccer | 26    | 2      | 1            | 0            | 0         | 0         | 27    | 2      |
| FC Dallas          | 2020               | Major League Soccer | 5     | 1      | 0            | 0            | 0         | 0         | 5     | 1      |
| FC Dallas          | 2021               | Major League Soccer | 31    | 1      | 0            | 0            | 0         | 0         | 31    | 1      |
| FC Dallas          | 2022               | Major League Soccer | 35    | 0      | 0            | 0            | 0         | 0         | 35    | 0      |
| FC Dallas          | 2023               | Major League Soccer | 0     | 0      | 0            | 0            | 0         | 0         | 0     | 0      |
| Ogólnie w karierze | Ogólnie w karierze | Ogólnie w karierze  | 105   | 5      | 4            | 0            | 1         | 0         | 109   | 5      |

### Reprezentacyjne
| Reprezentacja          | Rok                | Mecze | Bramki |
| ---------------------- | ------------------ | ----- | ------ |
| Stany Zjednoczone U-18 | 2016               | 4     | 2      |
| Stany Zjednoczone U-18 | 2017               | 5     | 1      |
| Ogólnie                | Ogólnie            | 9     | 3      |
| Stany Zjednoczone U-20 | 2018               | 9     | 3      |
| Stany Zjednoczone U-20 | 2019               | 4     | 0      |
| Ogólnie                | Ogólnie            | 13    | 3      |
| Stany Zjednoczone      | 2019               | 1     | 0      |
| Ogólnie                | Ogólnie            | 1     | 0      |
| Ogólnie w karierze     | Ogólnie w karierze | 23    | 6      |

| Mecze i gole w reprezentacji | Mecze i gole w reprezentacji | Mecze i gole w reprezentacji | Mecze i gole w reprezentacji | Mecze i gole w reprezentacji              | Mecze i gole w reprezentacji | Mecze i gole w reprezentacji | Mecze i gole w reprezentacji            |
| Stany Zjednoczone U-18       | Stany Zjednoczone U-18       | Stany Zjednoczone U-18       | Stany Zjednoczone U-18       | Stany Zjednoczone U-18                    | Stany Zjednoczone U-18       | Stany Zjednoczone U-18       | Stany Zjednoczone U-18                  |
| Lp.                          | Data                         | Miejsce                      | Gospodarz                    | Gość                                      | Wynik                        | Gol                          | Rozgrywki                               |
| ---------------------------- | ---------------------------- | ---------------------------- | ---------------------------- | ----------------------------------------- | ---------------------------- | ---------------------------- | --------------------------------------- |
| 1.                           | 16.08.2016                   |                              | Słowacja U-18                | Stany Zjednoczone U-18                    | 1:3                          |                              | Turniej im. Václava Ježeka              |
| 2.                           | 17.08.2016                   |                              | Węgry U-18                   | Stany Zjednoczone U-18                    | 1:3                          |                              | Turniej im. Václava Ježeka              |
| 3.                           | 19.08.2016                   | Stříbro                      | Rosja U-18                   | Stany Zjednoczone U-18                    | 3:5                          | Gol                          | Turniej im. Václava Ježeka              |
| 4.                           | 20.08.2016                   | Pilzno                       | Czechy U-18                  | Stany Zjednoczone U-18                    | 2:4                          | Gol                          | Turniej im. Václava Ježeka              |
| 5.                           | 24.04.2017                   | Jaslovské Bohunice           | Węgry U-18                   | Stany Zjednoczone U-18                    | 1:1                          |                              | Mecz towarzyski                         |
| 6.                           | 25.04.2017                   | Červeník                     | Białoruś U-18                | Stany Zjednoczone U-18                    | 1:2                          | Gol                          | Mecz towarzyski                         |
| 7.                           | 27.04.2017                   | Jaslovské Bohunice           | Słowacja U-18                | Stany Zjednoczone U-18                    | 1:1, 3:5 p.r.k.              |                              | Mecz towarzyski                         |
| 8.                           | 05.10.2017                   | Marbella                     | Belgia U-19                  | Stany Zjednoczone U-18                    | 2:0                          |                              | Mecz towarzyski                         |
| 9.                           | 09.10.2017                   | Marbella                     | Rosja U-19                   | Stany Zjednoczone U-18                    | 2:2                          |                              | Mecz towarzyski                         |
| Stany Zjednoczone U-20       |                              |                              |                              |                                           |                              |                              |                                         |
| Lp.                          | Data                         | Miejsce                      | Gospodarz                    | Gość                                      | Wynik                        | Gol                          | Rozgrywki                               |
| 1.                           | 07.09.2018                   | Bradenton                    | Stany Zjednoczone U-20       | Jamajka U-20                              | 3:1                          |                              | Mecz towarzyski                         |
| 2.                           | 01.11.2018                   | Bradenton                    | Stany Zjednoczone U-20       | Portoryko U-20                            | 7:1                          | Gol                          | Mistrzostwa Ameryki Północnej U-20 2018 |
| 3.                           | 03.11.2018                   | Bradenton                    | Stany Zjednoczone U-20       | Wyspy Dziewicze Stanów Zjednoczonych U-20 | 13:0                         | Gol                          | Mistrzostwa Ameryki Północnej U-20 2018 |
| 4.                           | 06.11.2018                   | Bradenton                    | Stany Zjednoczone U-20       | Trynidad i Tobago U-20                    | 6:1                          | Gol                          | Mistrzostwa Ameryki Północnej U-20 2018 |
| 5.                           | 08.11.2018                   | Bradenton                    | Stany Zjednoczone U-20       | Saint Vincent i Grenadyny U-20            | 6:0                          |                              | Mistrzostwa Ameryki Północnej U-20 2018 |
| 6.                           | 09.11.2018                   | Bradenton                    | Stany Zjednoczone U-20       | Surinam U-20                              | 7:0                          |                              | Mistrzostwa Ameryki Północnej U-20 2018 |
| 7.                           | 17.11.2018                   | Bradenton                    | Stany Zjednoczone U-20       | Kostaryka U-20                            | 4:0                          |                              | Mistrzostwa Ameryki Północnej U-20 2018 |
| 8.                           | 20.11.2018                   | Bradenton                    | Stany Zjednoczone U-20       | Honduras U-20                             | 1:0                          |                              | Mistrzostwa Ameryki Północnej U-20 2018 |
| 9.                           | 22.11.2018                   | Bradenton                    | Stany Zjednoczone U-20       | Meksyk U-20                               | 2:0                          |                              | Mistrzostwa Ameryki Północnej U-20 2018 |
| 10.                          | 24.05.2019                   | Bielsko-Biała                | Ukraina U-20                 | Stany Zjednoczone U-20                    | 2:1                          |                              | Mistrzostwa Świata U-20 2019            |
| 11.                          | 27.05.2019                   | Bielsko-Biała                | Stany Zjednoczone U-20       | Nigeria U-20                              | 2:0                          |                              | Mistrzostwa Świata U-20 2019            |
| 12.                          | 04.06.2019                   | Bydgoszcz                    | Francja U-20                 | Stany Zjednoczone U-20                    | 2:3                          |                              | Mistrzostwa Świata U-20 2019            |
| 13.                          | 08.06.2019                   | Gdynia                       | Stany Zjednoczone U-20       | Ekwador U-20                              | 1:2                          |                              | Mistrzostwa Świata U-20 2019            |
| Stany Zjednoczone            |                              |                              |                              |                                           |                              |                              |                                         |
| Lp.                          | Data                         | Miejsce                      | Gospodarz                    | Gość                                      | Wynik                        | Gol                          | Rozgrywki                               |
| 1.                           | 11.09.2019                   | Saint Louis                  | Stany Zjednoczone            | Urugwaj                                   | 1:1                          |                              | Mecz towarzyski                         |

## Sukcesy
Sukcesy w karierze klubowej:
- Puchar USA (1×): 2016
- Mobile Mini Sun Cup (1×): 2019

Sukcesy w karierze reprezentacyjnej:
- Mistrzostwa Ameryki Północnej U-20 (1×): 2018

## Życie prywatne
Jego dziadkowie byli Czechami. Ma braci Pierce′a i Portera.